# Aeterni Patris

Znak papeže Lva XIII

Aeterni Patris (s podtitulem O znovuzavedení křesťanské filozofie na katolických školách v duchu andělského doktora svatého Tomáše Akvinského) je encyklika papeže Lva XIII. vyhlášená 4. srpna 1879, která tomismus ukotvila jako oficiální filosofii katolické církve a záruku obrození moderní křesťanské kultury. Tím začíná období tzv. třetí scholastiky, které myšlenkově navazuje na Aristotela. Krátce po jejím vydání její tvrzení a učení zaujalo novou generaci teologů v zemích jako např. USA, Francie, Německo (Freiburg, Kolín nad Rýnem), Rakousko (Vídeň), Belgie (Lovaň).
Aeterni Patris pojednává o svobodě vůle a ducha a spojila rozum s vírou, tj. víra není otázkou citu ale především rozumu. Spolu s dalšími 84 encyklikami napsanými a vydanými za pontifikátu papeže Lva XIII. byla jednou z částí řešení problémů vztahů církve a jejího rychle měnícího se okolí ve třech oblastech: sociální (Rerum Novarum), filosofické (Aeterni Patris) a politické (encyklika Au milieu des sollicitudes a list Notre Consolation).

## Význam
Encyklika Aeterni Patris byla významným mezníkem v restauraci tomismu a je jedním z oficiálních programových dokumentů novotomismu.